# Gilberto Ziglioli
Gilberto Ziglioli (Milano, 1948) è un chitarrista, paroliere e compositore italiano.
In alcuni articoli di giornale o pubblicazioni spesso il suo cognome è riportato erroneamente come Zilioli (confondendolo con Gianni Zilioli, che invece era un noto tastierista, ma anche autore della musica di Per un capello in più dello Zecchino d'Oro 1978).

## Biografia
Inizia la carriera di chitarrista professionista a metà degli anni '60, in uno dei gruppi formati da Ghigo Agosti, Ghigo e i Goghi; entra poi nei New Dada, proprio nel momento della scissione di Maurizio Arcieri e Giorgio Fazzini dagli altri componenti del gruppo.
Ziglioli suona quindi nei dischi, pubblicati come solista da Arcieri, e da questo momento inizia la sua carriera di session man. Negli anni settanta affianca, a quella di chitarrista, l'attività di paroliere, scrivendo tra l'altro alcune canzoni per Dori Ghezzi; con una di queste, Ma chi è che cos'è, la cantante partecipa a Un disco per l'estate 1972.
Nel 1975 forma, con Augusto Righetti, il gruppo dei Vicini di casa, ottenendo il successo con la canzone 15 anni.
A partire dallo stesso anno Gilberto Ziglioli cura il progetto Nathalie et Christine avec Les Vibrations, per cui produce i dischi di cui scrive anche i testi e le musiche, che suona in prima persona spesso in sovraincisioni successive. Si tratta di progetto di musica sexy esotica, che si allinea alla moda allora in voga della canzone erotica, iniziata sei anni prima da Serge Gainsbourg con Je t'aime... moi non plus, i cui nomi Nathalie et Christine celano un'attrice e la di lei sorella, non meglio identificate. Per il progetto vengono prodotti due singoli, Femmes (1975) e Kiss (1976), e l'album Erotheque (1977), in cui, oltre ai quattro brani già pubblicati su 45 giri e a due nuovi inediti, sempre composti ed eseguiti da Ziglioli, vengon inserite alcune cover di celebri colonne sonore erotiche e di Je t'aime... moi non plus.
Nel 1977 pubblica un 45 giri da solista con lo pseudonimo Gi Zil, contenente due brani di disco music, cantati in inglese. Nello stesso anno compone le musiche del film La belva col mitra, di Sergio Grieco. A partire dal 1977 entra a far parte dell'Orchestra ritmica della Rai di Milano, partecipando a numerose trasmissioni televisive e a due edizioni del Festival di Sanremo, esperienza che si conclude nel 1995.
Nel 1978 suona nell'album Rimini di Fabrizio De André; è stato poi per molti anni chitarrista di Enzo Jannacci in numerosi tour.
Nel 1982 arrangia le musiche composte da Umberto Smaila e Riccardo Borghetti della colonna sonora del film Italian Boys, diretto dallo stesso Smaila. Negli stessi anni ha realizzato anche alcune sigle per cartoni animati giapponesi.
Negli ultimi anni ha formato un suo gruppo, la Tequila Band, e ha accompagnato dal vivo Luisa Corna.

## Discografia

### Discografia con i Vicini di Casa

#### Singoli
- 1976: 15 anni/Lo spazzolino (Dig-It, DG 1134)
- 1977: Scubidubidubidu scubidubidubida/Un giocattolo (Dig-It, DG 1148)
- 1977: Scuola/L'albero di Jonathan (Dig-It, DG 1169)
- 1978: Flirt/Mama Y Mama E (Dig-It, DG 1172)
- 1980: Amore nascosto/Mare blu (Dig-It, DG 1200)

### Discografia da solista

#### Singoli
- 1977 - Charlie Marx/Music Sensation (Radio Records, RRS 2084, 7")

#### Collaborazioni
- 1977 - Claudio Rocchi A fuoco
- 1978 - Fabrizio De André Rimini
- 1979 - Enzo Malepasso Agrodolce
- 2006 - Luisa Corna Acqua futura

### Canzoni scritte da Gilberto Ziglioli
| Anno | Titolo                       | Autori del testo                       | Autori della musica                     | Interpreti     |
| ---- | ---------------------------- | -------------------------------------- | --------------------------------------- | -------------- |
| 1972 | Ed ora sono sola             | Gilberto Ziglioli                      | Franco Cassano                          | Dori Ghezzi    |
| 1972 | Ma chi è che cos'è           | Gilberto Ziglioli                      | Umberto Napolitano e Franco Cassano     | Dori Ghezzi    |
| 1972 | Vicolo di campagna           | Umberto Napolitano e Gilberto Ziglioli | Umberto Napolitano e Franco Cassano     | Franco I       |
| 1973 | Amore amore immenso          | Umberto Napolitano                     | Umberto Napolitano e Gilberto Ziglioli  | Gilda Giuliani |
| 1975 | Parlerò di te (Road Of Life) | Gilberto Ziglioli                      | Fearn                                   | Gilda Giuliani |
| 1976 | Anna come sei                | Giorgio Bertero                        | Gianluigi Guarnieri e Gilberto Ziglioli | Anna Identici  |
| 1977 | Charlie Marx                 | Angelo Piccarreda                      | Gilberto Ziglioli                       | Gi Zil         |
| 1977 | Music Sensation              | Angelo Piccarreda                      | Gilberto Ziglioli e Luigia Sordini      | Gi Zil         |